# Шездесет прва изложба УЛУС-а (1979)
Шездесет прва изложба УЛУС-а (1979) је трајала од 26. априла до 22. маја 1979. године. Одржана је у галеријском простору Удружења ликовних уметника Србије односно у Уметничком павиљону "Цвијета Зузорић", у Београду.

## О изложби
УЛУС ову изложбу посвећује шездесетогодишњици оснивања КПЈ и СКЈ.
Избор радова је обавио Уметнички савет који су чинили:
1. Бранко Миљуш
2. Јован Р. Зец
3. Живко Ђак
4. Марио Ђиковић
5. Вера Јосифовић
6. Стеван Кнежевић
7. Јован Ракиџић
8. Љубинка Савић Граси
9. Томислав Тодоровић
10. Јелисавета Шобер Поповић

### Награде
На овој изложби су додељене следеће награде:
- Златна палета - Милан Цмелић
- Златна игла - Бранко Миљуш
- Златно длето - Момчило Крковић

## Излагачи

### Сликарство
1. Мирослав Анђелковић
2. Момчило Антоновић
3. Бошко Атанацковић
4. Братомир Баругџић
5. Бошко Бекрић
6. Милија Белић
7. Љиљана Блажеска
8. Славољуб Богојевић
9. Соња Бриски
10. Драгомир Буљугић
11. Чедомир Васић
12. Зоран Вуковић
13. Јоана Вулановић
14. Шемса Гаранкапетановић
15. Горан Гвардиол
16. Оливера Грбић
17. Вјера Дамјановић
18. Фатима Дедић Рајковић
19. Евгениа Демниевска
20. Мило Димитријевић
21. Предраг Димитријевић
22. Дуња Докић Николић
23. Марио Ђиковић
24. Зоран Ђорђевић
25. Петар Ђорђевић
26. Светозар Заре Ђорђевић
27. Слободан Ђуричковић Ћако
28. Радивоје Ђуровић
29. Маша Живкова
30. Јован Живковић
31. Јован Зец
32. Светлана Златић
33. Никола Јандријевић
34. Видинка Јанковић
35. Биљана Јанковић
36. Славиша Јоксимовић
37. Вера Јосифовић
38. Божидар Каматовић
39. Маријана Каралић
40. Деса Керечки Мустур
41. Милутин Копања
42. Тугомир Костић
43. Велизар Крстић
44. Владимир Крстић
45. Добринка Крстић-Бериљ
46. Драгомир Лазаревић
47. Снежана Маринковић
48. Бранка Марић
49. Војислав Марковић
50. Душан Марковић
51. Мома Марковић
52. Надежда Марковић
53. Мирјана Мартиновић
54. Душан Матић
55. Душан Миловановић
56. Драган Милошевић
57. Бранимир Минић
58. Момчило Митић
59. Љиљана Мићовић
60. Миша Младеновић
61. Светислав Младеновић
62. Драган Мојовић
63. Драган Момчиловић
64. Марклен Мосијенко
65. Ева Мрђеновић
66. Марина Накићеновић
67. Павле Насковић
68. Миливоје Новковић
69. Милан Обретковић
70. Лепосава Ст. Павловић
71. Стојан Пачов
72. Миодраг Петровић
73. Данка Петровска
74. Зоран Петрушијевић
75. Љиљана Петрушијевић
76. Божидар Плазинић
77. Зора Поповић
78. Мирко Почуча
79. Тамара Поповић
80. Божидар Продановић
81. Светлана Раденовић
82. Небојша Радојев
83. Милутин Радојичић
84. Љиљана Ракић
85. Слободанка Ракић Дамјанов
86. Даница Ракиџић Баста
87. Јован Ракиџић
88. Кемал Рамујкић
89. Љиљана Ранђић
90. Владимир Рашић
91. Сања Рељић
92. Слободан Роксандић
93. Мирослав Савић
94. Оливера Савић
95. Рада Селаковић
96. Мирко Сикимић
97. Миливоје Симић
98. Слободан Сотиров
99. Десанка Станић
100. Милан Сташевић
101. Јовица Стевановић
102. Мирослав Стевановић
103. Радош Стевановић
104. Тодор Стевановић
105. Радмила Степановић
106. Жарко Стефанчић
107. Миливоје Стоиљковић
108. Владан Суботић
109. Невена Теокаровић
110. Миљан Тихојевић
111. Владимир Тјапкин
112. Станка Тодоровић
113. Зоран Топузовић
114. Боривоје Тошић
115. Слободан Трајковић
116. Мирко Тримчевић
117. Титко Ћаће
118. Вјекослав Ћетковић
119. Халко Халиловић
120. Сабахадин Хоџић
121. Љубомир Цветковић
122. Драгана Цигарчић
123. Јадвига Четић
124. Божидар Чогурић
125. Милена Чубраковић
126. Томислав Шеберковић
127. Босиљка Шипка

### Скулптуре и објекти
1. Славе Ајтоски
2. Никола Антов
3. Срђан Вукајловић
4. Никола Вукосављевић
5. Душан Донков
6. Драгољуб Ђокић
7. Федора Живковић
8. Светислав Здравковић
9. Стеван Кнежевић
10. Боривоје Којић
11. Владимир Комад
12. Момчило Крковић
13. Милан Марковић
14. Драган Миленковић
15. Мирослав Николић Мирон
16. Драгиша Обрадовић
17. Добривоје Петровић
18. Рајко Попивода
19. Мице Попчев
20. Ставрос Попчев
21. Мирослав Протић
22. Дринка Радовановић
23. Градимир Рајковић
24. Милорад Рашић Раша
25. Екатерина Ристивојев
26. Станко Стојановић
27. Милорад Ступовски
28. Томислав Тодоровић
29. Иван Фелкер
30. Хаџи Мита
31. Јелисавета Шобер Поповић

### Графика и цртежи
1. Бранимир Адашевић
2. Миодраг Анђелковић
3. Мирослав Арсић
4. Маринко Бензон
5. Милан Блануша
6. Душан Бујишић
7. Биљана Вуковић
8. Милица Вучковић
9. Драго Дошен
10. Игор Драгичевић
11. Милутин Драгојловић
12. Живко Ђак
13. Душан Ђокић
14. Војислав Јакић
15. Гордана Јоцић
16. Бахро Јушић
17. Бранимир Карановић
18. Божидар Кићевић
19. Весна Кнежевић
20. Ленка Кнежевић Жуборски
21. Слободан Кнежевић
22. Слободанка Мариновић Ступар
23. Даница Масниковић
24. Велимир Матејић
25. Душан Микоњић
26. Павле Миладиновић
27. Бранко Миљуш
28. Рајка Миловић
29. Слободан Михаиловић
30. Владан Мицић
31. Миодраг Нагорни
32. Мирко Најдановић
33. Вукица Обрадовић Драговић
34. Ратомир Панић Звишки
35. Радомир Петровић
36. Владимир Попин
37. Ђорђе Поповић
38. Добри Стојановић
39. Љиљана Стојановић
40. Трајко-Косовац Стојановић
41. Невенка Стојсављевић
42. Сенадин Турсић
43. Радован Хиршл